# Arena Barueri
L'Arena Barueri est un stade de football situé à Barueri, dans l'État de São Paulo au Brésil. Le club du Grêmio Barueri y joue ses matchs à domicile.
Le stade accueille la finale de la Copa Libertadores féminine 2010.
Il accueille de 2014 à 2016 le tournoi féminin du Brésil de rugby à sept, en vue des Jeux olympiques de 2016 de Rio de Janeiro qui verront l'introduction du rugby à sept en tant qu'épreuve olympique.